# Enrique Floriano Millan
Enrique Floriano Millan (nascido em 9 de outubro de 1982) é um nadador paralímpico espanhol com deficiência visual. Enrique foi aos Jogos Paralímpicos de Verão de 2000, em Sydney, onde nadou os 200 metros medley individual SM13 e os 400 metros livre S13, provas nas quais conquistou a medalha de ouro. Na ocasião, faturou a prata nos 100 metros costas da classe S13 e o bronze no revezamento 4x100 metros medley S11-13.
Em Atenas 2004, ficou com a prata nos 400 metros livre S12.
Na Paralimpíada de Pequim, em 2008, Enrique ganhou a medalha de bronze ao nadar os 400 metros livre, classe S12.
Também nadou os 400 metros livre S12 nos Jogos de Londres, em 2012 — medalha de prata.
Foi medalha de prata no mundial de 2010 e da Europa [en] em 2009.

## Vida pessoal
Natural de Lorca, atualmente reside em Madrid.